# Walter Walker (General)
Sir Walter Colyear Walker (* 11. November 1912 in Britisch-Indien; † 12. August 2001) war ein britischer General.
Er ist nicht zu verwechseln mit US-General Walton Walker (1889–1950).
Walker war u. a. während der Konfrontasi – ein Konflikt in den 1960ern zwischen Malaysia und Indonesien – der Oberbefehlshaber der britischen Streitkräfte. Für seine militärischen Leistungen erhielt er den Order of the Bath, den Order of the British Empire und den Distinguished Service Order. Während der 70er Jahre führte Walker eine faschistoide Bewegung an, die sich gegen die Labour-Regierung von Harold Wilson richtete und sich auf die Zerschlagung eines Generalstreiks vorbereitete.